# Styringomyia claggi
Styringomyia claggi är en tvåvingeart som beskrevs av Alexander 1931. Styringomyia claggi ingår i släktet Styringomyia och familjen småharkrankar. Inga underarter finns listade i Catalogue of Life.